# Миколаївський гідрологічний заказник
Микола́ївський заказник — гідрологічний заказник місцевого значення в Україні. Розташований у межах Роменського району Сумської області, між північною околицею міста Ромни, селами Миколаївка та Житне. 

## Опис
Площа заказника 163,7 га. Як об'єкт ПЗФ створений 28.12.1981 року. Перебуває у віданні: Миколаївська сільська рада, Роменський агролісгосп. 
Охороняється болотний масив у заплаві річки Ромен. Є регулятором водного режиму річки і рівня ґрунтових вод прилеглих територій. 
Представлені рослинні угруповання, занесені до Зеленої книги України (глечиків жовтих, латаття білого), місцем мешкання тварин, занесених до Червоної книги України (горностай); занесених до Європейського Червоного списку (деркач); Бернської конвенції (луні польовий, лучний та очеретяний, зимняк, курочка водяна, погонич звичайний, чорноволик, дупель, сова вухата, одуд, синьошийка, кобилочка річкова, соловейко східний, вівсянка звичайна, черепаха болотяна, тритон гребінчастий та ін.).

## Галерея

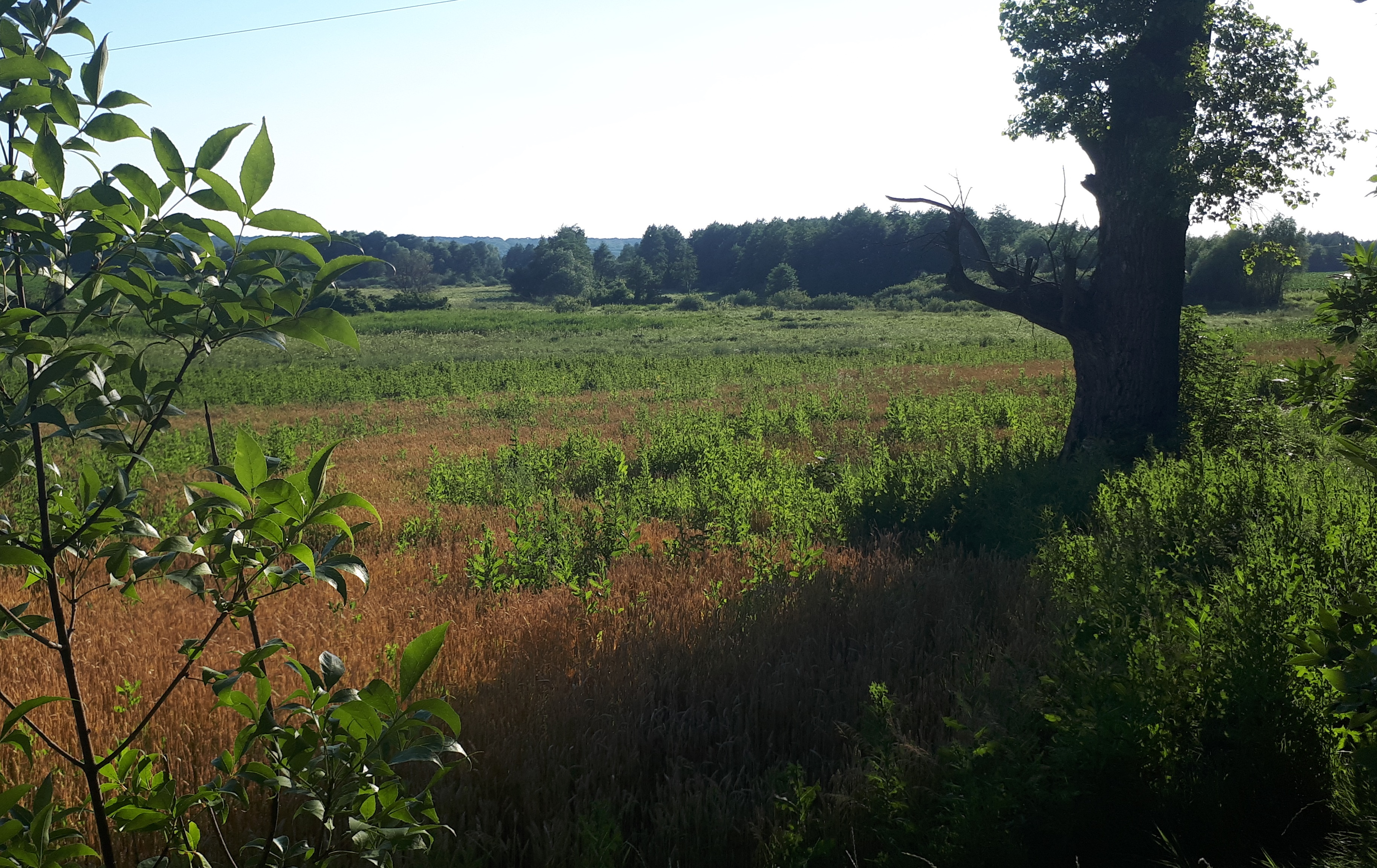
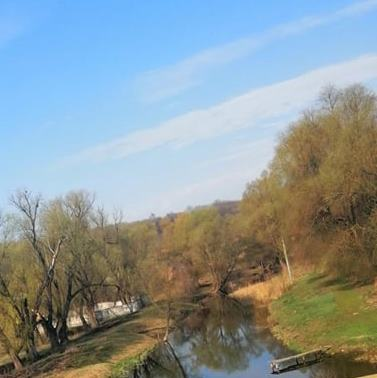
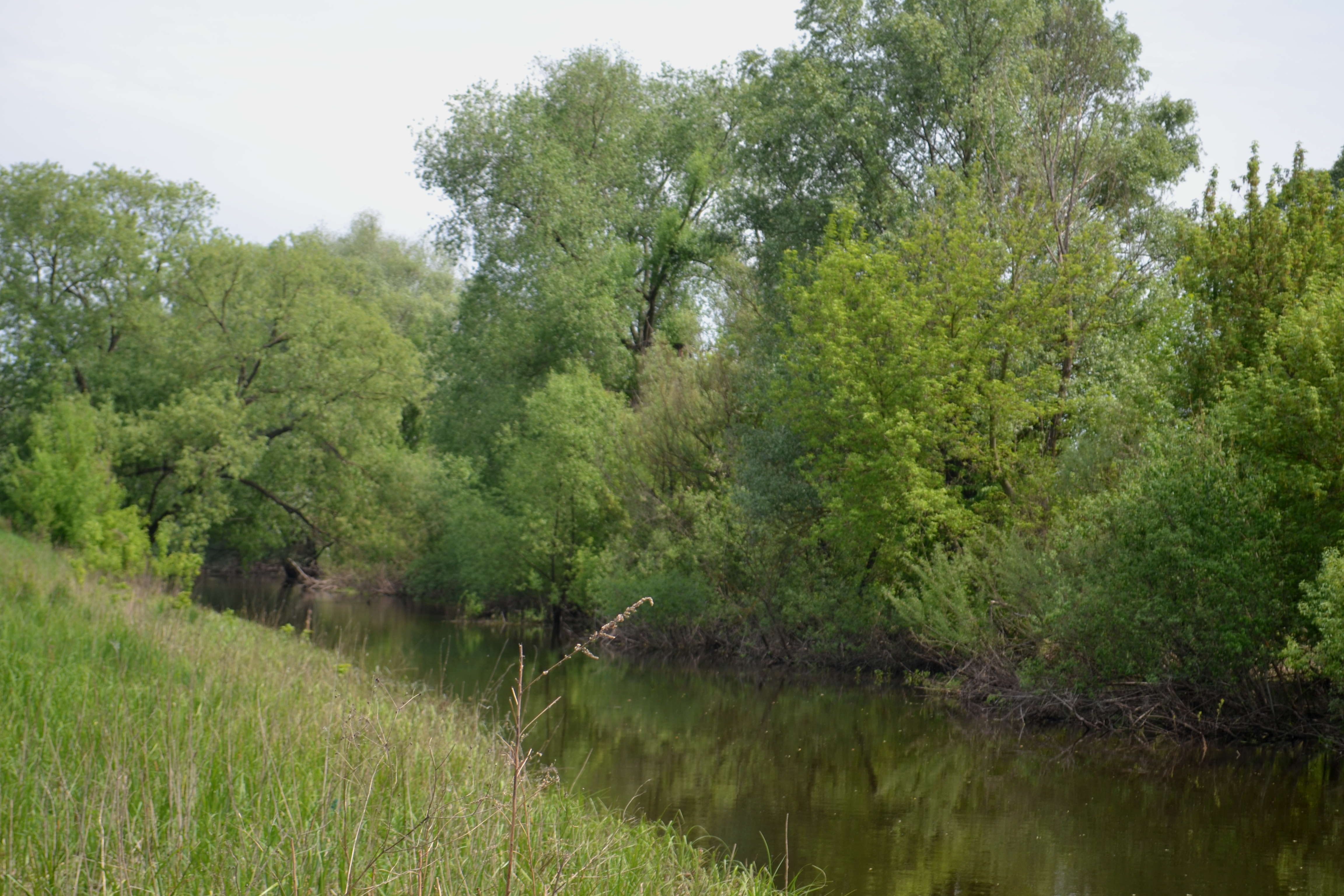
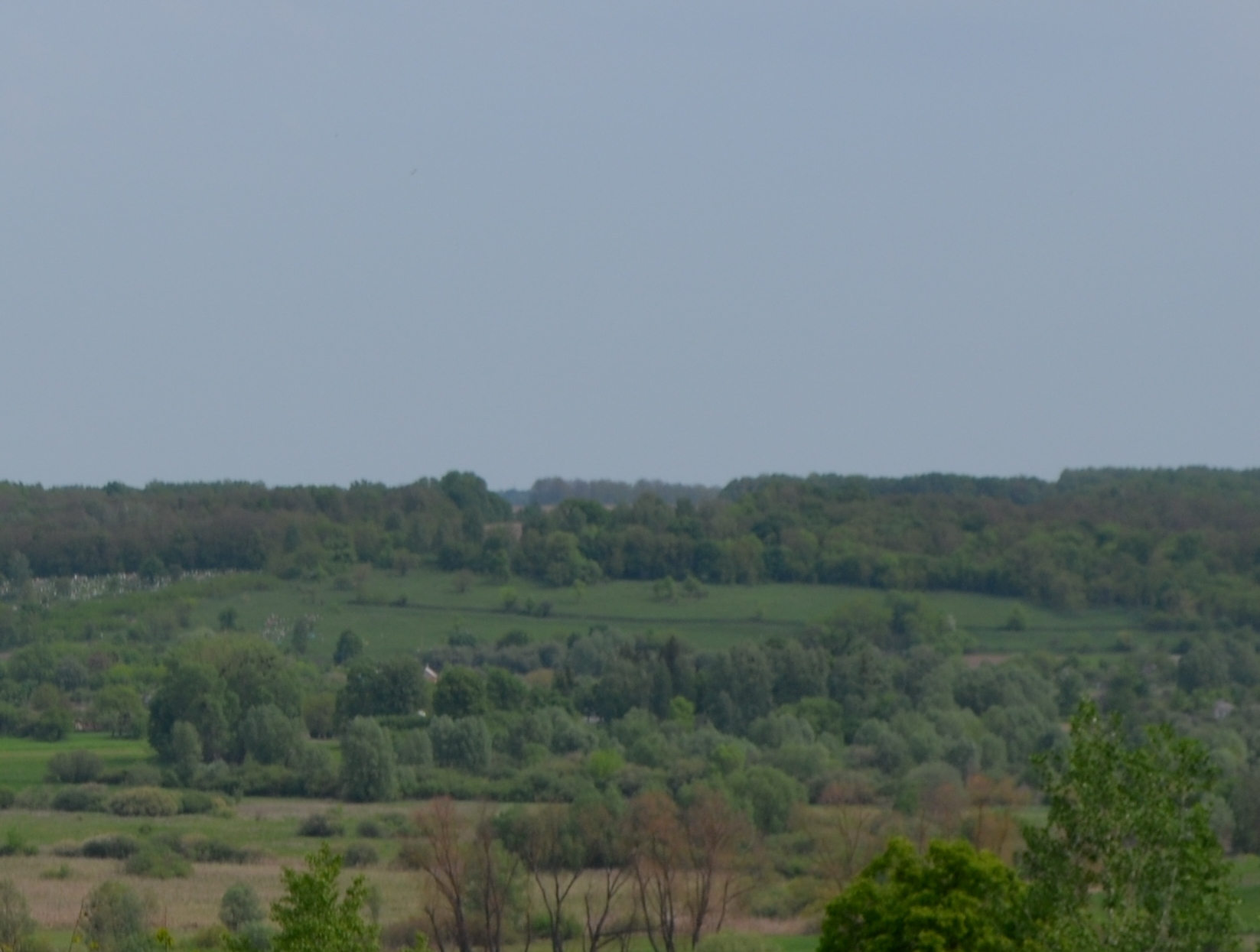